# 郭美美红十字会事件
郭美美红十字会事件是2011年6月发生的郭美美在其实名认证为“中国红十字会商业总经理”的新浪微博中炫富而引发的社会争议。郭美美“住大别墅，开瑪莎拉蒂”，并牵扯上“中国红十字会”而引起广泛关注及争议。引发中国公众对中国红十字会所获善款流向的质疑。后经中红博爱资产管理有限公司总经理翁涛与郭美美本人相继证实与承认，郭美美所炫耀的昂贵名车名包等财富，主要来源于中红博爱前董事王军的私人赠与。
受此事件影响，事发一个月后的2011年8月，中国各地红十字会收到的慈善捐款锐减、信誉受到质疑。北京、山东、广东等地方红十字会负责人均称，募捐工作受到了影响。有报道称，郭美美事件加剧北京市“血荒”，无偿献血人数降低。中国其他官方慈善机构亦受到影响。新周刊的一项调查显示，82%的网友表示不会再给中国红十字会捐款，15%的网友表示查清了账本把每笔去向公布了之后再说，仅2%的网友表示会捐款。
郭美美事件令中国商业系统红十字会受到社会质疑，中國紅十字會總會組成調查小組進駐商紅會查帳和調查。同時中国中央电视台《新聞調查》深入探討，調查發現，商紅會本身沒有任何慈善募款，總會也不撥補任何經費，成立初衷是希望靠紅十字會招牌的社會形象能吸引一些企業贊助半商業、半公益性質的一些合作案，例如博愛小站健檢車，同時也進行車廂廣告和賣保險的商業生意，使紅十字會不必出錢卻又能推動一些公益，然而成立後因進展不如預期設想，逐漸發生質變，商紅會本身因沒有任何經費運轉，逐漸被一家私人公司王鼎企業所掌控：商紅會所有人事和房租都由王鼎企業支出，會中決策和行動也實質由王鼎企業掌控。
王鼎公司利用商紅會帶有紅十字會性質的招牌開始在外經營一系列企業合作案，先後涉及五六家民間企業，合作內容也都是博愛小站之類半商半慈的爭議性專案，郭美美便是其中一間民企董事長的女友，才捲入此事。
2011年7月1日，中国红十字会总会发出声明，宣布暂停中国商业系统红十字会一切活动。2012年7月，北京警方对郭美美进行的调查表明郭美美及其母与中国红十字总会无直接关联。11月，新上任的中国红十字会副会长赵白鸽表示“一个都没有被证实的网络事件，却可以用三天就把你打得稀里哗啦的。”、“三天毁掉一百年。”。中国红十字会总会在其官方网站发表通报，指明郭美美与中国红十字会总会及中国商业系统红十字会没任何关系，郭美美炫耀的财富与红十字会、公众捐款及项目资金没任何关系。

## 背景
中华人民共和国的国家红十字会，是从事人道主义工作的社会救助团体，前身可追溯于1904年3月10日成立的上海万国红十字会，是红十字会与红新月会国际联合会的成员。2010年一年收入32.57亿元人民币，支出25.46亿元人民币。亦是中国大陆惟一一个有专门法律的社会团体。

中國商業系統紅十字會是由中國商業聯合會於2000年11月15日向中國紅十字會總會提出申請，中國紅十字會總會根據《中華人民共和國紅十字會法》批准，於2000年12月8日成立的中國全國性行業紅十字會組織（非法人性質）。2011年12月31日，中國紅十字會總會通報撤銷了中國商業系統紅十字會。
相关事件人物郭美美，原名郭美玲，2011年1月12日更名为郭美美。她是湖南益阳人，1991年生，户籍地址为“湖南省益阳市长益路33号”（空挂的集体户地址）。她早年就读于湖南益阳朝阳国际实验学校，曾在学校是一名不良女生，除语文外其他科目成绩都比较差。但曾多次捐助弱势群体。

## 事件经过

### 起因
2011年6月21日晚郭美美引发关注。郭美美（曾用名：郭美玲，1991年出生）以中国红十字会商业总经理的身份在微博上展现着她的奢华生活：别墅；一个人开兰博基尼、玛莎拉蒂、minicooper3辆豪车；和母亲拥有十数个爱马仕包；乘坐飞机都是头等舱。

### 各界质疑巨额财富来源
网友人肉搜索显示郭美美以前家境一般，甚至还在使用山寨手机和假皮草，最近两年，母女突然一夜暴富。跟郭美美相识的演员李梦瑶一条已经删除的微博也证实，郭美美家境以前的确没有现在好。李还提到，“此后我们因一点小事两年没联系，她一下暴富了！是个神女!”。但无论是李梦瑶还是网友，都说不清郭家母女的如何在两年内获得巨额财富。

### 郭美美首次解释
而郭美美被质疑“红十字会商业总经理”头衔后，曾在半夜11点在微博上做出解释成为了大家的线索。在声明中，她没有彻底撇清自己跟红十字会的关系，称“自己所在的公司是与红十字会有合作关系简称红十字商会，我们负责与人身保险或医疗器械等签广告合约，将广告放在红十字会免费为老百姓服务的医疗车上。之前也许是名称的缩写造成大家误会”。几十分钟后，这条声明被删除。

### 中红会声明与新浪微博认证错误
6月22日，随事态发展，中国红十字会官方声明没有“红十字商会”的机构，也未设有“商业总经理”的职位，更没有“郭美美”其人。新浪微博称郭美美原认证说明为演员，后经本人申请将认证说明更改为“红十字会商业总经理”。新浪微博承认在认证表更改中“没有进行严格审核”，并就此对红十字会和相关人员致歉。。随后郭美美微博实名标志被取消，认证身份消失，不少微博被删除。

### 网友进阶人肉搜索
网友根据郭美美微博上的一张照片，质疑中国红十字会副会长郭长江曾与郭美美曾经同机飞行 但照片中男子于6月24日注册了一个名为“医者的天空”的微博，并表示自己“是一名医生，不是官员”，南都记者致电核实，此人为上海中医药大学附属曙光医院中医科主任医师。

### 郭美美承认杜撰身份并致歉
6月26日，14:30，当事人郭美美连发三条微博，声明其“中国红十字会商业总经理”的身份是自己杜撰出来的，而其本人也并未在中国红十字会工作。并且表示“对自己愚昧行为给中国红十字会造成的名誉损害和公众误解深表歉意，愿意向中国红十字会鞠躬道歉，并向关心此事的网友深深致歉！”

### 警方介入
6月28日，下午，中国红十字会召开记者通报会，重申并没有所谓的“红十字商会”机构，也未设有“商业总经理”职位，更没有“郭美美”其人。中国红十字会总会已以郭美美虚构事实、扰乱公共秩序为由向公安机关报案。
6月29日晚，经《财经》记者证实，北京警方对郭美美事件正式立案，郭美美本人应警方要求从外地返京接受调查。

### 当事方后续反应
2011年6月29日，中国红十字会秘书长王汝鹏在《新京报》专访中表示：郭美美事件实际上反映了公众仇富仇贪，红十字很冤屈。
2011年6月30日，中国中央电视台新闻频道《东方时空》栏目播出节目《真相调查：郭美美事件》。天略集团董事长丘振良出面澄清与郭美美和中国红十字会的副会长郭长江无任何关系。天略公司和商业系统红十字会曾经合作举办过慈善拍卖，但天略并没有送给红十字会电脑和汽车。
2011年7月1日，中国红十字会发表声明：暂停中国商业系统红十字会的一切活动。邀请审计机构对其进行审计，并商请中国商业联合会成立调查组调查其运作方式问题，并将及时向社会公布审计和调查结果。
2012年7月，北京警方对郭美美进行的调查表明郭美美及其母与中国红十字总会无直接关联。2012年11月，新上任的中国红十字会副会长赵白鸽表示“一个都没有被证实的网络事件，却可以用三天就把你打得稀里哗啦的。”、“三天毁掉一百年。”。12月，中国红十字会总会在其官方网站发表通报，指明郭美美与中国红十字会总会及中国商业系统红十字会没有任何关系，郭美美炫耀的财富与红十字会、公众捐款及项目资金没有任何关系。

### 中红博爱与郭美美

#### 红十字博爱小站项目
2006年中国红十字会“53号”红头文件上发布了红十字博爱小站项目，该文件的主题为“中国红十字会‘关于红十字博爱服务站进社区’的批复”，委托商红会承办，并指定一家国企参与。项目开始正式运营后，由于投入太大，收益并不尽如人意。但由于其有红十字总会的授权，不少资金雄厚的公司，对此项目表达出浓厚的兴趣。中红博爱首席执行官翁涛就是其中之一。

#### 中红博爱资产管理有限公司
翁涛于2011年春节前后听说博爱小站项目，经与跟商红会谈判，最终决定投资。中红博爱成为博爱小站项目的实施方和投资方。中红博爱及后续投资者计划投资30亿元，所用资金均为中红博爱等公司的自有资金，不存在“善款黑幕”。项目本身为公益与商业相结合，通过车体广告和一些有偿的便民服务盈利，预计最高盈利在10%-15%之间。商业系统红十字会没有利润上的收益，得到的是通过建设服务站带来的公益声誉。中红博爱公司、中国红十字会以及商业系统红十字曾签署三方协议，就执行博爱小站项目各自的权利义务进行规定。

#### 中红博爱前董事王军与郭美美
中红博爱资产管理有限公司法定代表人、总经理翁涛承认，郭美美是中红博爱前董事王军（1969年）的女朋友，郭美美的玛莎拉蒂汽车与名牌包具均为王军购买。王军是翁涛的朋友，生意人，炫富事件发生后，主动辞去董事职务。此前网友发现，郭美美牌号为粤B333SS的兰博基尼跑车挂在王军名下。

#### 郭美美与王军关系
7月5日，郭美美發出微博：“网上的各种造谣现在已经影响到我的个人生活，我觉得应该出来澄清一些事情，我也不想大家听信那些胡乱造谣的话。我男友是86年的并非网上传言的那些人，整容女的照片也不是我。希望某些人不要再凭空捏造事情扭曲事实。”以此否认王军女友的身份。 随后翁涛发微博回应“我不认识郭美美。郭美美是王军的女友－－这个消息王军告诉我的。”
8月3日郭美美母女接受了郎咸平独家专访。在采访中，郭美美称中红博爱的王军是“干爸”。其在网上炫耀的豪车，一部玛莎拉蒂是王军送的，另一部Mini-cooper是其母亲送给她的18岁生日礼物。
8月3日翁涛接受记者采访时，则否认王军是郭美美“干爸”的说法。他认为，郭美美那么说可能是为了圆自己之前在微博的说法，同时也给王军一个台阶，可以让他面对自己家人留点余地。翁涛表示“我看王军对他自己的儿子都没那么大方，要是干爸的关系的话，这也算是个奇迹吧。”，并对郭美美向公众解释资金来源表示赞赏，“起码把最关键的事实说清楚了，钱不是从红会来的。”

#### 红十字会商业总经理头衔来源
关于郭美美最初在新浪微博认证的“红十字会商业总经理”的头衔，翁涛表示曾经问过王军是否许诺过郭美美什么，王军否认，并推测可能是其与朋友谈事情，被郭美美听到，她觉得好玩就改成了自己的新浪微博身份。
郭美美称，其“干爸” 王军来北京出差时，表示拟成立一家名为“中红博爱”的公司，并邀请其来公司上班。郭美美开玩笑地说想担任总经理，得到干爸的口头许可。郭美美承认，之后出于爱慕虚荣、攀比的心理，就把原来的新浪微博认证的歌手身份改成了“中国红十字会商业总经理”。由于写的时候不记得公司名字，就直接写了“红十字会”。

### 炒股风波
8月3日郭美美母女接受了郎咸平独家专访时，郭美美母亲郭登峰称，1990年郭美美还没出生时，她在深圳就已有两套房子，几百万现金。她做股票生意。凭深圳老五股，当时只有几万块钱，但她几个月就赚了几百万元，因为那时候一只股票一天可以涨几十块钱。但随后有网友查出郭美美母亲郭登峰的炒股账户，在郭登峰名下有两个深圳股东账号，其中一个“0000058062”的账户首次交易日期为1992年3月27日，另一个账户“0061401164”的首次交易日期是1995年8月10日。另外，郭登峰还有两个上海股东账号，其中一个“A108260388”目前已销户，其首次交易日期是1994年3月17日，曾经托管在招商证券；另一个账户“A159300026”的首次交易时间为1995年8月10日。显然，以上四个交易时间都与郭美美母亲自曝的“在90年代初就在股市完成了百万元资本的积累”有所出入。还据资料显示，深证交易所是1991年4月3日才正式开市，而股票认购证则是在1991年才有，准确是1992年8月才正式开始，而1990年12月开市的上交所，当月总成交额也不过93万。

### 中国红十字会秘书长访谈
7月4日，中国红十字会秘书长王汝鹏发表《中国红十字会秘书长王汝鹏答博友问》的个人博文，回答郭美美事件的一系列问题。表示当时并没有意识“红十字商会”与商业系统红十字会之间的联系。但随着情况的进一步了解，7月1日，总会就发出了第三份声明。

### 重新调查
2013年4月雅安地震发生后，由于该事件以及子虚乌有的地方红会虚开救灾药品发票案，也包括据称“有图有真相”的红会工作人员开车中途甩下志愿者的等事件的影响，中国红十字会募捐活动受到普通民众的情绪激烈抵制，筹款不利。2013年4月23日，中国红十字会社会监督委员会新闻发言人王永表示，中国红十字会社会监督委员会内部已对重查郭美美事件达成初步共识，中国红十字会总会表态愿意配合，但该建议尚需中国红十字会社会监督委员会半数委员同意后方可实施。此后媒体纷纷报道称中国红十字会将重新调查郭美美事件。2013年4月25日，网爆郭美美的声明“敢动我一根毫毛，我立即公布红会很多不为人知的贪污内幕。”  随后中国红十字会秘书长王汝鹏否认中国红十字会将重新调查本事件，称仅是中国红十字会社会监督委员会两个委员王永、刘姝威的个人提议，而且尚未获得中国红十字会社会监督委员会（独立于中国红十字会的第三方监督机构）通过。王永也表示，重查郭美美事件目前仅仅是三位中国红十字会社会监督委员会委员王永、刘姝威、黄伟民的个人提议，并未形成正式决定。

## 事件结果

### 北京警方调查结果
2011年7月7日，北京市公安局发布对郭美美的调查结果。

- 我局东城分局北新桥派出所接受报案后，经依法开展工作，现查明，郭美美（女，20岁，湖南省益阳市人）及其母与中国红十字总会无直接关联。
- 在调查中，郭美美称：对于中国红十字会，此前并不了解，不认识相关人员，也从未担任相关职务，是今年3月份在与深圳商人王某交谈中，知道了王某与商业系统红十字会相关单位的合作意向。
- 后郭美美认为原来在新浪微博上注册认证的“主持人、演员”身份层次较低，为满足其炫耀心理，于5月自行杜撰了“中国红十字会商业总经理”身份，提交新浪微博网站审核通过并加“V”认证。在审查中，郭美美对自己的不当行为表示后悔和歉意。” ——@平安北京 

### 中国红十字会总会通报
2011年12月31日， 中国红十字会总会在其官方网站发布《中国红十字会总会关于对商业系统红十字会调查处理情况的通报》 。通报第一条明确澄清了郭美美所炫耀财富与中国红十字会无关。相关原文为：一、调查结果证实，商红会中不存在“红十字商会”这一机构，没有设立“红十字会商业总经理”这一职务；郭美美与中国红十字会总会及商红会没有任何关系，其炫耀的财富与红十字会、公众捐款及项目资金没有任何关系。
报告第二条指明商红会存在管理混乱等行为，决定对其予以撤销。相关原文：二、商红会自成立后没有按照《中国红十字会章程》的要求，召开会员代表大会，没有理事会、常务理事会等领导机构，不符合行业红十字会的基本组织要求；没有建立完善的财务、合同与项目管理制度，内部管理混乱；部分负责人利用其双重身份，在项目运作中存在关联交易，严重违反公益组织的基本原则。经商中国商业联合会同意，决定撤销商业系统红十字会，并将依据法律法规对遗留问题进行相应处理。

## 关联人物
| 人物   | 简介 | 备注 |
| ------ | --- | ---- |
| 郭美美 | 曾自称中国红十字会商业总经理 |      |
| 王军   | 前中红博爱资产管理有限公司董事，已婚，翁涛称是郭美美的男友，郭美美称王军是“干爸”。 |      |
| 王军   | 與上王軍同名同姓，中华人民共和国财政部副部长、中国红十字会副主席。2013年王军已经调任国家税务总局局长，党组书记。 |      |
| 翁涛   | 中红博爱资产管理有限公司法定代表人 |      |
| 温敏伊 | 谢庚妻子，出生於1984年8月，湖南溆浦人，前中红博爱资产管理有限公司法定代表人。郭美美事件暴发后，有温敏伊名字的网页离奇消失。中红博爱在最初注册时，法定代表人是圣华杰的老总王抗美，后变更为温敏伊，又变更为翁涛。圣华杰筹措不到足够资金，将股份转给了一个名为方圆伟业的公司。据南方都市报记者报道，温敏伊所在公司方圆伟业是中红博爱的大股东，温以大股东代表的身份成为其法定代表人。 |      |
| 谢庚   | 1961年生于北京，中国商业系统红十字会副会长，中红博爱大股东方圆伟业的负责人，中国证券监督管理委员会市场部主任，此前是方圆伟业的负责人 |      |
| 张赢方 | 中国红十字总会募捐办公室主任、中国红十字世博温暖基金副主任、红十字传播基金副秘书长。同时是心动传媒广告公司总经理，代理红十字会户外募捐广告。和郭美美所说的业务类似。 |      |
| 张庆一 | 中红博爱资产管理有限公司副总经理 |      |
| 郭登峰 | 郭美美母亲。自称做股票生意，仅在1990年就用数万元本金，在数月内赚取数百万元。而“股神”巴菲特投资平均年收益约为20%。有报道认为，郭登峰将自己股票投资的“奇迹”复制下去，她可以在数年之内轻易的成为世界首富。 |      |

## 关联机构
| 机构                     | 简介 | 备注 |
| ------------------------ | --- | ---- |
| 中国红十字会             | 中华人民共和国的国家红十字会，是从事人道主义工作的社会救助团体，前身可追溯于1904年3月10日成立的上海万国红十字会，是红十字会与红新月会国际联合会的成员。 |      |
| 中国商业系统红十字会     | 由中国商业联合会经中国红十字会总会批准成立的非法人性质的行业红十字会组织。                                                                              |      |
| 红十字商会               | 郭美美声称为此组织经理，但是中国红十字会官方声明并不存在此机构。                                                                                        |      |
| 中红博爱资产管理有限公司 | 与中国红十字会以及商业系统红十字会签署三方协议，经营博爱小站进社区项目                                                                                  |      |
| 心动传媒广告公司         | 和郭美美说的业务类似，代理红十字会户外募捐广告，中国红十字总会募捐办公室主任张赢方为公司法人                                                            |      |
| 北京中谋智国             | |      |
| 深圳天略集团             | |      |
| 北京王鼎公司             | 商业红十字会副会长王树民的之女王彦达为法人代表，中红博爱的干股大股东。                                                                                  |      |
| 北京方圆伟业             | |      |
| 中华人民共和国财政部     | |      |

## 媒体观点
凤凰卫视《新闻今日谈》节目播出“阮次山：郭美美事件是红十字会癌症的爆发”。商业红十字会是由中国红十字会批准成立的，但中国红十字会声明不是它底下的，与它无关的说法同样引起非议。
有分析认为郭美美作为诱因，使公众认识到做为公益机构的中国红十字会参与商业项目，与公益慈善不相符，引起公众对中国红十字会的不满。